# Eretmocerus hydrabadensis
Eretmocerus hydrabadensis är en stekelart som beskrevs av Husain och Agarwal 1982. Eretmocerus hydrabadensis ingår i släktet Eretmocerus och familjen växtlussteklar. Inga underarter finns listade i Catalogue of Life.